# Лео Сілард
Лео Сілард (англ. Leo Szilard, угор. Szilárd Leó, трапляється також написання Сцилард; 11 лютого 1898, Будапешт, Австро-Угорщина — 30 травня 1964, Ла-Хойя, Каліфорнія, США) — американський фізик та письменник-фантаст угорського походження.
Лео Сілард відомий своїми працями в галузі ядерної фізики. 1934 року виявив ефект руйнування хімічного зв'язку під впливом нейтронів, який став відомий як ефект Сіларда — Чалмерса. 1939-го разом з іншими показав можливість здійснення ланцюгової ядерної реакції при поділі ядер урану. Разом з Енріко Фермі визначив критичну масу 235U і взяв участь у створенні першого ядерного реактора. У 1942–1946 рр. як співробітник Металургійної лабораторії Чиказького університету брав участь у «Мангеттенському проєкті».

## Життєпис
Народився 11 лютого 1898 року в Будапешті в сім'ї інженера. Після закінчення реального училища в 1916 вступив до Технічного університету в Будапешті, але незабаром був призваний до армії до артилерійських військ. У 1920 році перебрався до Німеччини, навчався в Технологічному університеті в Берліні, потім у Берлінському університеті, де відвідував лекції з фізики, які читали Альберт Ейнштейн, Макс Планк і Макс фон Лауе. У 1922 закінчив університет з відзнакою, два роки працював у Хімічному інституті кайзера Вільгельма, займався експериментами з рентгенівської дифракції. У 1924 став асистентом Нобелівського лауреата Лауе у Берлінському інституті теоретичної фізики, у 1927—1932 працював у Берлінському університеті.
1926 року спільно з Альбертом Ейнштейном запропонував варіант конструкції абсорбційного холодильника. 1928-го запропонував ідею лінійного резонансного прискорювача. В 1929 році запропонував ідею циклотрона. 1934-го запропонував принцип автофазування.
1934 року у виявив ефект руйнування хімічного зв'язку під дією нейтронів, що здобув популярність як ефект Сіларда — Чалмерса.
В 1939 році обґрунтував можливість розвитку в урані самопідтримуваної ядерної реакції при поділі ядер урану. А також одним з перших довів, що в процесі ділення ядер урану випромінюються вторинні нейтрони. Спільно з В. Зінном отримав значення середнього числа вторинних нейтронів на один акт поділу.
В 1942—1946-х як співробітник Металургічної лабораторії Чиказького університету брав участь в Мангеттенському проєкті. У 1946 став професором Чиказького університету, займався дослідженнями з біофізики та молекулярної біології. У 1953 заснував лабораторію молекулярної біології в університеті Чикаго. У 1954 р. запропонував механізм регуляції ферментів за принципом негативного зворотного зв'язку, в 1959 р. створив теорію процесів старіння, запропонував спосіб діагностики лейкозів, методику променевої терапії. Займався вивченням регулювання клітинного метаболізму, імунологією, дослідженням функціонування центральної нервової системи.
У 1945 році підписав звернення до влади США («Звіт Франка») з проханням не проводити атомні бомбардування японських міст.
Сілард також є автором збірки наукової фантастики «Голос дельфінів та інші оповідання» (1961).

## Нагороди
- Премія «Атоми для миру» (1959)